# Arado Ar 68
Arado Ar 68 – niemiecki samolot myśliwski z okresu przedwojennego i początku II wojny światowej.

## Historia
Samolot, skonstruowany aby zastąpić typ Heinkel He 51, już w czasie lotu próbnego w roku 1934 wykazał doskonałą sterowność i osiągi. Na początku występowały kłopoty z trwałością i mocą zastosowanego silnika. W efekcie zastosowano silnik typu Junkers Jumo 210 i samolot przeszedł do produkcji seryjnej w 1935 r., mimo że istniały problemy z tolerancją błędów pilota, które groziły odrzuceniem projektu.
Pierwsze samoloty tego typu trafiły do oddziałów Luftwaffe we wschodnich Prusach w 1936 roku, a udział w walkach wzięły po raz pierwszy podczas wojny domowej w Hiszpanii. Tu okazało się, że Ar 68 miał słabsze osiągi niż stosowany przez hiszpańskich republikanów samolot typu I-16. Firma Arado zareagowała wprowadzeniem do produkcji modelu E, który do czasu wprowadzenia samolotu Messerschmitt Bf 109, był najczęściej stosowanym myśliwcem w Luftwaffe. W roku 1940 zdemobilizowano ostatnie samoloty tego typu, które służyły jeszcze jako maszyny szkoleniowe i do lotów nocnych.

## Konstrukcja
Jednomiejscowy samolot myśliwski w układzie dwupłata. Kadłub o przekroju owalnym, kryty w przedniej części blachą duraluminiową, dalej płótnem. Skrzydła o różnej długości, jednodźwigarowe, wyposażone w lotki wyważone dynamicznie. Komora płatów wzmocniona zastrzałami w kształcie litery N oraz naciągami stalowymi. Podwozie stałe, trójpunktowe z kółkiem ogonowym. Usterzenie krzyżowe z statecznikiem poziomym wzmocnionym za pomocą zastrzałów w kształcie odwróconej litery V.